# Доскей
Доске́й (каз. Доскей) — село у складі Бухар-Жирауського району Карагандинської області Казахстану. Адміністративний центр Зеленобалківського сільського округу.
Населення — 4081 особа (2021; 4027 у 2009, 4760 у 1999, 4148 у 1989).
Національний склад станом на 1989 рік:
- росіяни — 35 %;
- казахи — 30 %.

До 2001 року село називалось також Зелена Балка.